# Antennexocentrus
Antennexocentrus is een kevergeslacht uit de familie van de boktorren (Cerambycidae). De wetenschappelijke naam van het geslacht werd voor het eerst geldig gepubliceerd in 1957 door Breuning.

## Soorten
Antennexocentrus omvat de volgende soorten:
- Antennexocentrus bremeri Breuning, 1982
- Antennexocentrus collarti Breuning, 1957